# Moscow (Wisconsin)
Moscow es un pueblo ubicado en el condado de Iowa en el estado estadounidense de Wisconsin. En el Censo de 2010 tenía una población de 576 habitantes y una densidad poblacional de 5,38 personas por km².

## Geografía
Moscow se encuentra ubicado en las coordenadas 42°51′37″N 89°54′13″O / 42.86028, -89.90361. Según la Oficina del Censo de los Estados Unidos, Moscow tiene una superficie total de 107.01 km², de la cual 106.99 km² corresponden a tierra firme y (0.02%) 0.02 km² es agua.

## Demografía
Según el censo de 2010, había 576 personas residiendo en Moscow. La densidad de población era de 5,38 hab./km². De los 576 habitantes, Moscow estaba compuesto por el 97.22% blancos, el 0.35% eran afroamericanos, el 0.69% eran amerindios, el 0.17% eran asiáticos, el 0% eran isleños del Pacífico, el 0.52% eran de otras razas y el 1.04% pertenecían a dos o más razas. Del total de la población el 0.17% eran hispanos o latinos de cualquier raza.